# Samedi soir on chante
Samedi soir on chante  est une émission de télévision et une émission de radio musicale française animée par Estelle Denis et diffusée du 19 janvier 2013 au 17 janvier 2014 simultanément sur la chaîne de télévision TF1 et les stations de radio RFM (pour le premier épisode) et RTL (pour le deuxième épisode).

## Concept
Le concept du programme pré-enregistré, écrit par Fabrice Clerté, voit une troupe semi-régulière de seize jeunes chanteurs comme Emmanuel Moire, Corneille et Tal chanter sur scène durant deux heures, des chansons écrites et / ou chantées par une grande star française de l'ancienne génération devant un public en studio, dans le but de permettre sa redécouverte par un public plus jeune.
Quatre épisodes de la série ont été produits et diffusés jusqu'au 17 janvier 2014, centrés par exemple sur Jean-Jacques Goldman, France Gall, Édith Piaf...

## Émissions
| Épisode | Date            | Nom de l'émission     | Émission centrée sur | Nombre de chanteurs | Téléspectateurs | Part d'audience | Références |
| ------- | --------------- | --------------------- | -------------------- | ------------------- | --------------- | --------------- | ---------- |
| 1       | 19 janvier 2013 | Samedi soir on chante | Jean-Jacques Goldman | 14                  | 6 738 000       | 29,4 %          | [ 2 ]      |
| 2       | 1er juin 2013   | Samedi soir on chante | France Gall          | 14                  | 3 500 000       | 16,4 %          | [ 3 ]      |
| 3       | 3 janvier 2014  | Ce soir on chante     | Les tubes 2013       | 15                  | 4 317 000       | 18,3 %          | [ 4 ]      |
| 4       | 17 janvier 2014 | Ce soir on chante     | Edith Piaf           | 15                  | 3 498 000       | 16 %            | [ 5 ]      |

Légende
- Les plus hauts chiffres d'audience
- Les plus bas chiffres d'audience

## Troupe de chanteurs
Au fil des quatre émissions diffusées, une quinzaine de chanteurs sont régulièrement présents (à une seule, aux deux, aux trois ou aux quatre émissions) pour chanter les chansons de l'artiste ou du thème de la soirée. Le tableau ci-dessous récapitule les chanteurs présents aux différents numéros.
Légende :
- Quand le chanteur est présent à tel numéro, la case est ornée d'un  sur fond vert
- Quand le chanteur n'est pas présent à tel numéro, la case est ornée d'un  sur fond rouge

|                 | Jean-Jacques Goldman | France Gall | Tubes 2013 | Edith Piaf |
| --------------- | -------------------- | ----------- | ---------- | ---------- |
| Alizée          |                      |             |            |            |
| Chimène Badi    |                      |             |            |            |
| Amel Bent       |                      |             |            |            |
| Corneille       |                      |             |            |            |
| Louis Delort    |                      |             |            |            |
| Sofia Essaïdi   |                      |             |            |            |
| Elodie Frégé    |                      |             |            |            |
| Yoann Fréget    |                      |             |            |            |
| Jenifer         |                      |             |            |            |
| Joyce Jonathan  |                      |             |            |            |
| Lorie           |                      |             |            |            |
| Mickaël Miro    |                      |             |            |            |
| Emmanuel Moire  |                      |             |            |            |
| Florent Mothe   |                      |             |            |            |
| Vincent Niclo   |                      |             |            |            |
| Olympe          |                      |             |            |            |
| M. Pokora       |                      |             |            |            |
| Merwan Rim      |                      |             |            |            |
| Shy'm           |                      |             |            |            |
| Damien Sargue   |                      |             |            |            |
| Natasha St-Pier |                      |             |            |            |
| Tal             |                      |             |            |            |
| Vitaa           |                      |             |            |            |
| Zaz             |                      |             |            |            |